# Batizháza
Batizháza (románul: Botez) falu Maros megyében, Erdélyben. Közigazgatásilag Cintos községhez tartozik.

## Fekvése
385 m-es tengerszint feletti magasságban, Marosludastól 14 km-re délnyugatra fekszik, a Küküllőmenti dombvidéken